# 駒澤奧林匹克公園
駒澤奧林匹克公園（日语：／）是日本東京都世田谷區與目黑區的運動公園。由公益財團法人東京都體育文化事業團管理、營運。

## 概要
所在地為世田谷區駒澤公園、目黑區東丘二丁目與八雲五丁目。公園內有東京都及其外部團體所管理的多種運動設施，合稱駒澤奧林匹克公園總合運動場（－そうごううんどうじょう）。公園南側鄰接深澤House。最近的車站是東急田園都市線駒澤大學站。
原為東京高爾夫倶樂部的球場，昭和天皇與英國皇太子愛德華八世曾在此打球。1940年作為夏季奥林匹克運動會主會場，但本次奧運因戰爭爆發而中止。
1953年，日本職棒東急（東映）飛人隊主場駒澤棒球場開幕，後為了1964年夏季奥林匹克運動會返還給東京都，重建為體育公園，1964年完工。周邊有在奧運期間作為排球練習場的駒澤大學講堂兼體育館（6號館）及獲選東京都選定歷史的建造物的駒澤大學耕雲館（禪文化歷史博物館）。
公園綠意盎然，是周邊居民與駒澤大學、日本體育大學學生的休閒場所。
隨著設施老化，2010年制定「駒澤奧林匹克公園總合運動場維修、翻修基本計畫」。

## 設施

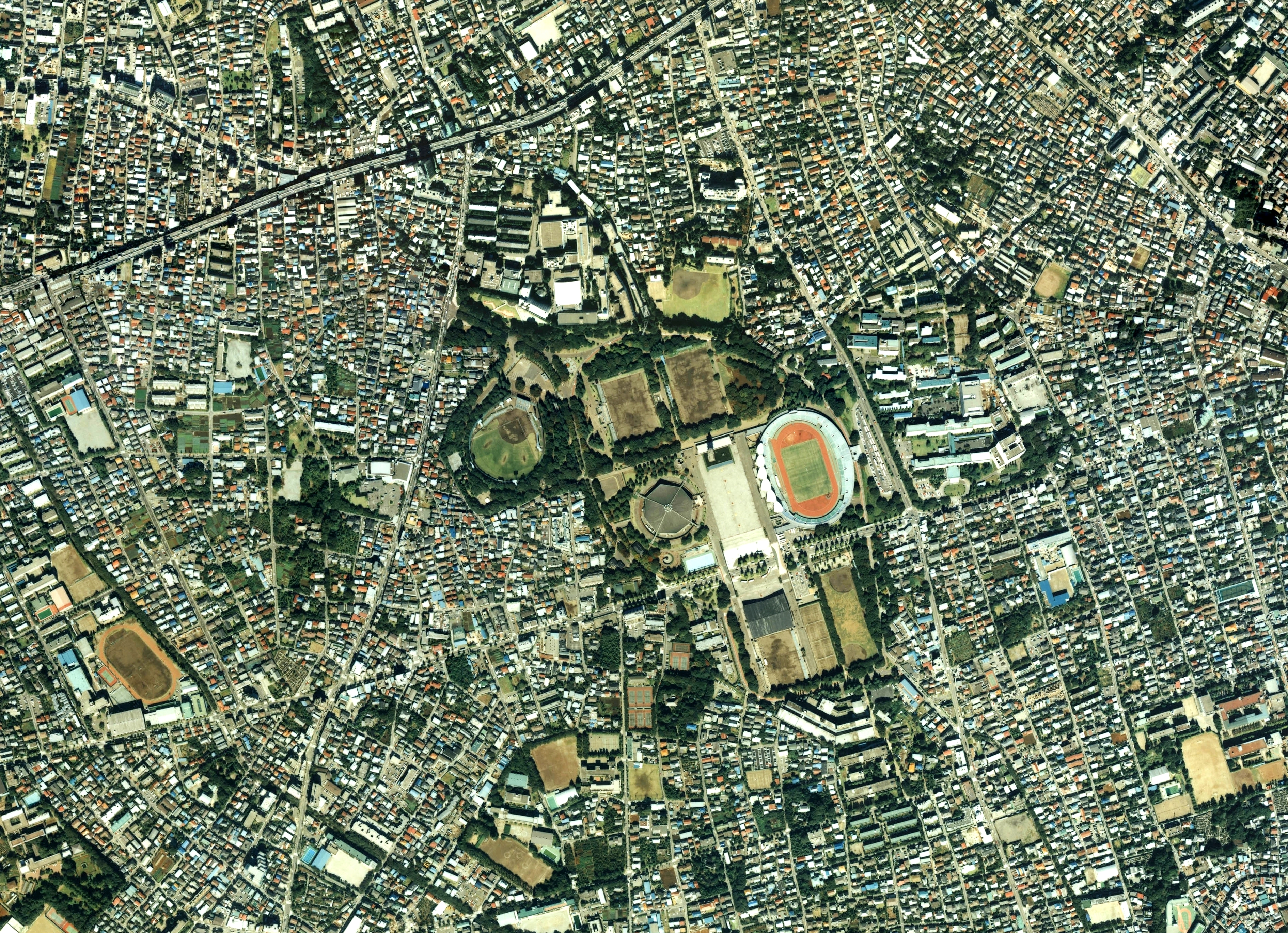
駒澤奧林匹克公園空拍圖。
。

除下列項目外，另有兒童公園、自行車道、慢跑步道等。

### 第一球技場
為紀念1964年東京奧運而整備的設施。2014年5月25日起關閉整修。
- 容納人數：2018人（全席座席）

### 第二球技場
2005年與駒澤奧林匹克公園總合運動場補助競技場更換人工草皮後重新開放。
- 容納人數：1618人（座位約1000人、僅主看台是固定座席，其他為草地席）
- 照明設備
- 記分板

### 其他
- 補助競技場（場地部分為人工草皮）
- 軟式棒球場
- 網球場
- 健身房
- 東京奧運紀念館（東京オリンピックメモリアルギャラリー）
- 室外泳池（2011年關閉）

## 交通方式
- 東急田園都市線駒澤大學站步行15分[3]

## 備註
1. ↑  「駒沢オリンピック公園総合運動場改修・改築基本計画」を策定しました 的存檔，存档日期2015-05-05.東京都報道発表資料, 2010年7月
2. ↑  「屋内球技場・第一球技場メモリアルイベント」を開催 （页面存档备份，存于）東京都オリンピック・パラリンピック準備局, 2014年5月
3. ↑  . 公式サイト.   [2013-08-27]. （原始内容存档于2021-03-03）. （页面存档备份，存于）

## 外部連結
- 官方网站
- 駒澤奧林匹克公園總合運動場的X（前Twitter）
- 駒澤奧林匹克公園 （页面存档备份，存于） - 東京都公園協會
- 駒澤奧林匹克公園 （页面存档备份，存于） - 東京都建設局公園綠地部